# Vorkoeta (stad)
Vorkoeta (Russisch: Воркута; Zurjeens: Вӧркута, Vörkuta; Nenets: Варкута, Varkuta) is een mijnbouwstad in de Russische deelrepubliek Komi op 160 kilometer ten noorden van de poolcirkel en 900 kilometer ten noordoosten van Syktyvkar in het Steenkoolbekken van Petsjora in het noordoosten van Europees Rusland. Het is de oostelijkste stad van Europa en ligt tussen de uitlopers van de Arctische Oeral en het Paj-Choj-Gebergte aan de gelijknamige rivier Vorkoeta (zijrivier van de Oesa). De stad ligt op de permafrost van de Bolsjezemelskaja toendra en het Noord-Russisch Laagland. Vorkoeta werd gesticht tijdens de periode van de Goelag en was het grootste Europese Goelagcentrum met op haar hoogtepunt 132 kampen onder haar bestuur.

## Geschiedenis
Vorkoeta werd gesticht in 1931 als een nederzetting met stedelijk karakter, nadat er in de zomer van 1930 tijdens een expeditie steenkool werd gevonden. De naam is afkomstig uit het Nenets: 'vark' = "beer" en 'varkoeta' = "plaats waar veel beren zijn".
De leiders van de Sovjet-Unie waren zeer geïnteresseerd in de exploitatie van de steenkoolvoorraden omdat er grondstoffen nodig waren voor de industrialisatie. Bij Vorkoeta werd vanaf 1932 een van de beruchtste werkkampen van de goelag gevestigd, waar onder andere veel trotskisten zaten. Op 28 december 1941 werden Vorkoeta en de 11 kampen eromheen verbonden met Oechta, Konosja, Kotlas, de kampen van Inta en de rest van Rusland door een spoorlijn, die door dwangarbeiders was aangelegd. De weg zou eigenlijk pas veel later gereed moeten komen, maar werd door het uitbreken van de Tweede Wereldoorlog in rap tempo afgebouwd, ten koste van vele duizenden levens.
In januari 1942 brak een kleine opstand uit in een van de kampen, die echter snel werd neergeslagen en waarna een grote zuiveringsoperatie werd uitgevoerd die aan duizenden mensen het leven kostte. In de oorlogsjaren werd de stad in snel tempo uitgebreid; er werden 29 nieuwe mijnen geopend en meer dan 7 miljoen ton steenkool verstuurd naar de defensie-industrie in onder andere de Oeral en naar de belegerde stad Leningrad. Niet verwonderlijk kreeg Vorkoeta daarom de status van stad op 26 november 1943. De vrije bevolking bestond namelijk uit niet veel meer dan 5000 mensen die woonden in houten barakken, de rest bestond uit gevangenen. Vorkoeta was het grootste werkkamp van het Europese deel van de goelag van de Sovjet-Unie en diende als bestuurlijk centrum voor veel andere kleinere kampen en sub-kampen, waaronder Kotlas, Petsjora en Izjma. Na de oorlog werd de stad verbeterd en uitgebreid.
Een aantal van de houten openbare gebouwen, als het dramatheater en de bioscoop, kregen zelfs een vermelding in de Grote Sovjet Encyclopedie vanwege hun architectuur. In de zomer van 1948 brak opnieuw een opstand uit. Ditmaal door de geheime Democratische beweging van Noord-Rusland, waaraan 2000 man deelnamen. De groep wist tot op 60 kilometer van Vorkoeta te komen, maar toen waren de autoriteiten in Moskou gewaarschuwd en werden de opstandelingen bestookt door vliegtuigen, tanks en gevechtseskadrons. De 120 man die het overleefden werden naar de cementfabrieken van Vorkoeta gestuurd, waar ze overleden door de honger, kou en het zware werk. Op 24 juli 1953, vlak na de dood van Stalin, brak de Vorkoetaopstand (zek-opstand) uit vanuit mijn nr. 29 onder 150.000 van de destijds 300.000 kampbewoners, gevolgd door opstanden in andere kampen zoals in Norilsk.
De opstand was overgeslagen van een andere volksopstand (op 17 juni in de DDR). Uiteindelijk werd deze opstand echter op bloedige wijze neergeslagen door het Rode Leger en de NKVD waarbij een aantal massa-executies werden uitgevoerd en waarna veel kampen onder Nikita Chroesjtsjov werden opgedoekt in de jaren vijftig. Sommige bronnen spreken echter van kampen in Vorkoeta die in werking bleven tot in de jaren tachtig. Tijdens de Koude Oorlog was er een basis voor strategische bommenwerpers gevestigd.
Na de val van de Sovjet-Unie werden veel van de mijnen gesloten omdat ze onrendabel waren geworden. Net als in andere delen van Rusland braken in de jaren tachtig en negentig protesten uit onder mijnwerkers die soms meer dan een jaar geen loon meer ontvingen. Het aantal inwoners van de stad is inmiddels gedaald tot onder het niveau van 1959 en door het zware klimaat en de slechte economische omstandigheden zal dit mogelijk nog verder dalen.

## Economie
Vorkoeta is een industriestad die zijn hoogtepunt had bij het uiteenvallen van de Sovjet-Unie in 1990. De stad heeft een afnemend aantal mijnen, die door de lange afstanden en de hoge kosten van exploitatie onrendabel zijn geworden. Verder heeft de stad onder andere een thermische centrale, een rendierfokkerij en een aantal andere bedrijven voor de voedselproductie en bouwbedrijven.
In 2006 lanceerde burgemeester Sjpektor een plan voor de bouw van een nieuw goelagkamp inclusief prikkeldraad, wachttorens en wachthonden waar toeristen vrijwillig drie dagen lang kunnen worden opgesloten voor minimaal $ 450. Het idee is echter met scepsis ontvangen vanwege de afgelegen locatie van Vorkoeta. Een groot aantal mensen is bovendien tegen de bouw, onder andere omdat voormalige goelagkampen rond de stad ook niet worden onderhouden ter nagedachtenis aan de voormalige goelaggevangenen.

## Plaatsen onder jurisdictie van Vorkoeta
Onder jurisdictie van Vorkoeta vallen ook een aantal nederzettingen met stedelijk karakter rond de stad. Door de val van de Sovjet-Unie en de daaropvolgende instorting van de mijnbouw daalde hun aantal inwoners met meer dan de helft. In de onderstaande tabel zijn de data van de volkstellingsjaren 1989 en 2002 gegeven.
| Naam                                                                            | Russisch          | Inwoners | Inwoners |
| Naam                                                                            | Russisch          | 1989     | 2002     |
| ------------------------------------------------------------------------------- | ----------------- | -------- | -------- |
| Chalmer-Joe                                                                     | Хальмер-Ю         | 4.389    | 01       |
| Jeletski                                                                        | Елецкий           | 1.225    | 780      |
| Komsomolski                                                                     | Комсомольский     | 14.805   | 4.046    |
| Moelda                                                                          | Мульда            | 1.224    | 183      |
| Oktjabrski                                                                      | Октябрьский       | 3.729    | 660      |
| Promysjlenny                                                                    | Промышленный      | 8.465    | 1.170    |
| Severny                                                                         | Северный          | 20.428   | 12.028   |
| Sivomaskinski                                                                   | Сивомаскинский    | 2.119    | n.b.2    |
| Sovjetski                                                                       | Советский         | 5.695    | 2.540    |
| Tsementnozavodski                                                               | Цементнозаводский | 4.173    | 2.246    |
| Vorgasjor                                                                       | Воргашор          | 24.869   | 19.100   |
| Zapoljarny                                                                      | Заполярный        | 7.760    | 4.708    |
| Totaal                                                                          | Totaal            | 98.881   | 47.461   |
| 1 Plaats opgeheven 2 Tot rurale nederzetting gemaakt (niet opgenomen in census) |                   |          |          |

Daarnaast liggen rond Vorkoeta een aantal andere nederzettingen met stedelijk karakter, die nu onbewoond zijn of voor 1989 de status van selo hebben gekregen. Dit zijn Chanovej, Joer-Sjor, Meskasjor, Olensovchoz, Poljarny, Prigorodny, Sovchoz Teplitsjny, Strojtelny, Tyjoe en Zapadny.

## Geografie
Vorkoeta ligt in de subarctische zone. De gemiddelde jaarlijkse luchttemperatuur bedraagt -6 °C. De minima en maxima zijn -52,4 °C en 33 °C. Vorkoeta kent gemiddeld slechts 67 vorstvrije dagen per jaar, terwijl de winter gemiddeld 225 tot 235 dagen duurt; van begin oktober tot eind mei. Het klimaat is er slechter voor de mens uit te houden dan in bijvoorbeeld het in de Siberische bergen gelegen Olymjakon (de thermisch koudste plaats van het Noordelijk Halfrond) omdat er veel meer wind staat, waardoor de windchill veel groter is. In de zomer blaast de wind met 20 m/sec en in de winter met meer dan 40 m/sec. Door het subarctische klimaat is de ondergrond permanent bevroren (de zogenaamde permafrost), waardoor het gebied ongeschikt is voor landbouw. Het gebied is, mede door de permafrost in de bodem, bezaaid met meren, moerassen en rivieren, die deel uitmaken van het stroomgebied van de Petsjora.

## Bevolking

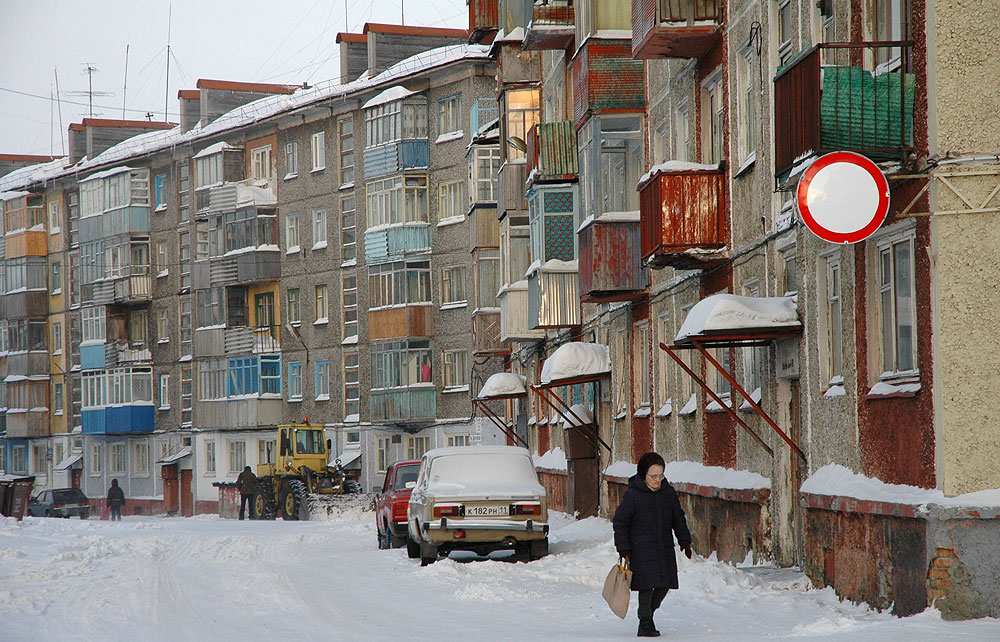
Woongebied in de stad (winter 2007)

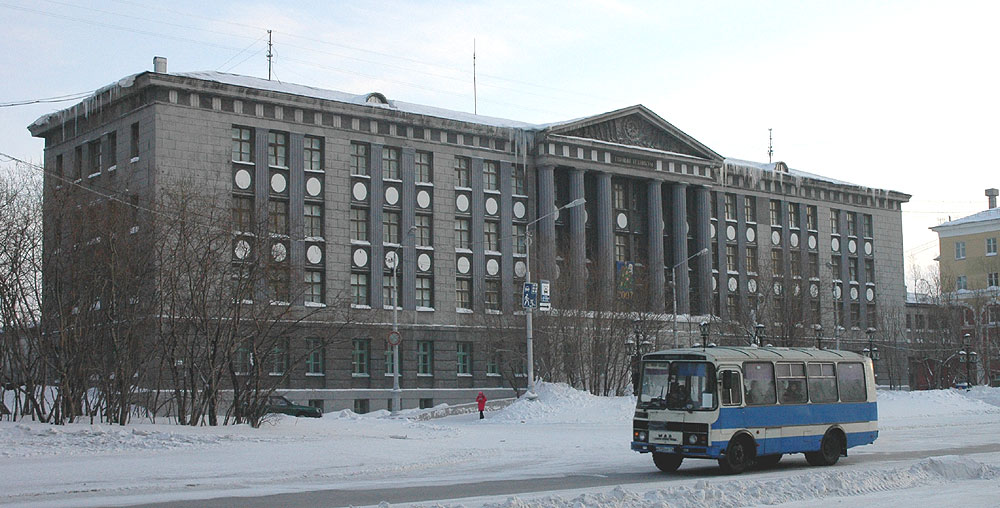
Hoofdgebouw van het College voor mijnbouw

In 2001 bestond de bevolking uit meer dan 80 etniciteiten. 70% hiervan waren Russen, 13% Oekraïners, 4% Wolga-Tataren, 2,5% Wit-Russen, 1,3% Tsjoevasjen en 7,3% anderen. In 1998 was verder ongeveer 2 procent Komi. Verder leefden er toen Nenetsen, Chanten en Evenken.
Door gebrek aan geld zijn na de opheffing van de kampen veel ex-gevangenen gebleven en wonen nog steeds in de barakken van de kampen.
| 1938     | 1959   | 1970   | 1979    | 1989    | 2002   | 2021   |
| -------- | ------ | ------ | ------- | ------- | ------ | ------ |
| ± 12.000 | 83.200 | 90.000 | 101.100 | 115.600 | 84.900 | 52.292 |

## Geboren in Vorkoeta
- Andrei Sokolov, Franse schaker uit Rusland
- Arkadi Vjatsjanin (1984), zwemmer
- Pavel Koelizjnikov (1994), schaatser

### Foto's
- Foto's van de kampen uit 1956
- Foto's van Vorkoeta uit 2005
- Foto's van de plaatsen en mijnen rond Vorkoeta
- Foto's van de mijnen

Bestuurlijk centrum: Syktyvkar

Jemva · Inta · Mikoen · Oechta · Oesinsk · Petsjora · Sosnogorsk · Voektyl · Vorkoeta